# 卡伊罗蒙特诺泰
卡伊罗蒙特诺泰是意大利利古里亚大区萨沃纳省的一个市镇。总面积99.5平方公里，人口13714人，人口密度137.8人/平方公里（2009年）。ISTAT代码为009015。